# Ludwig Vogel

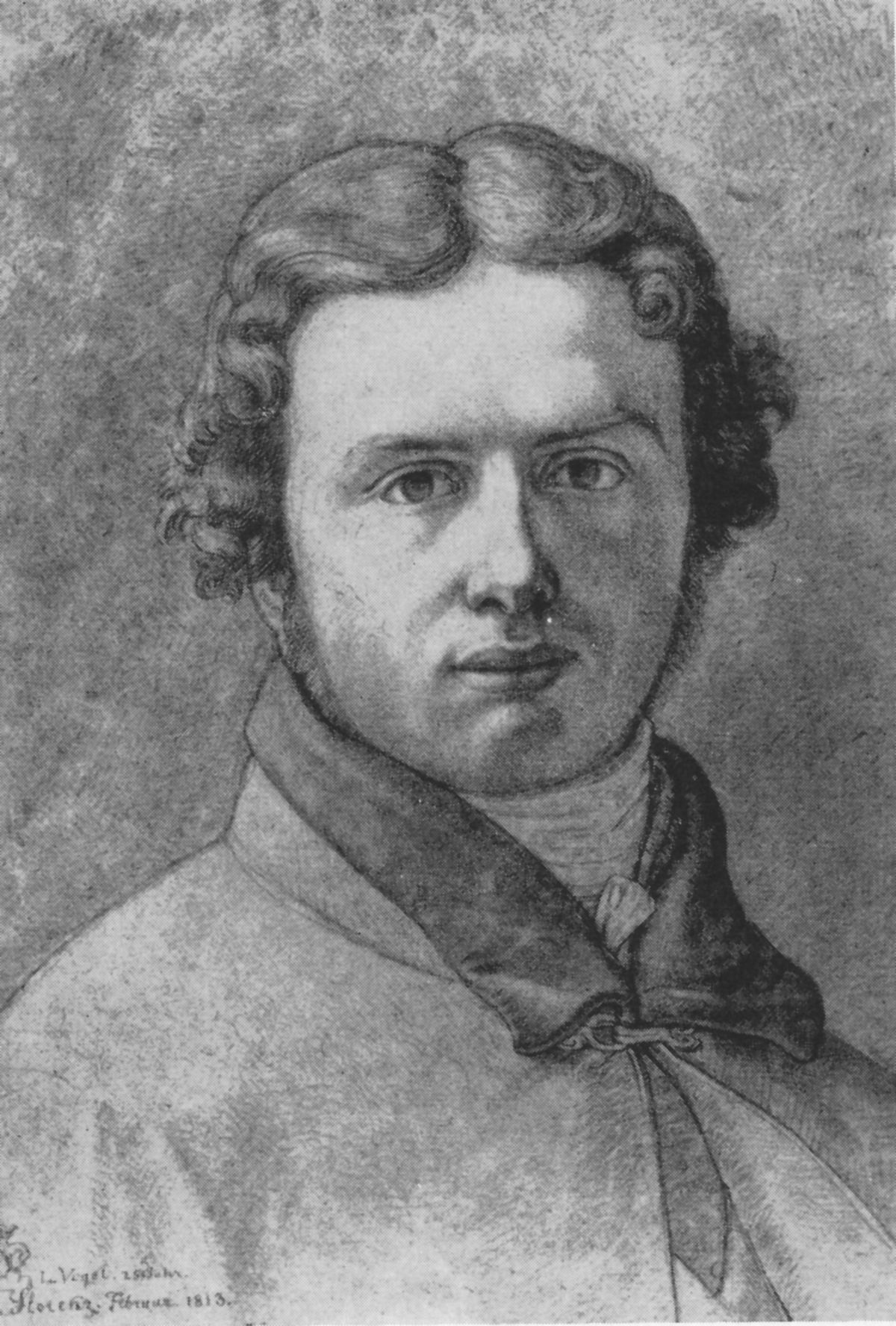
Ludwig Vogel (Selbstporträt, 1813)

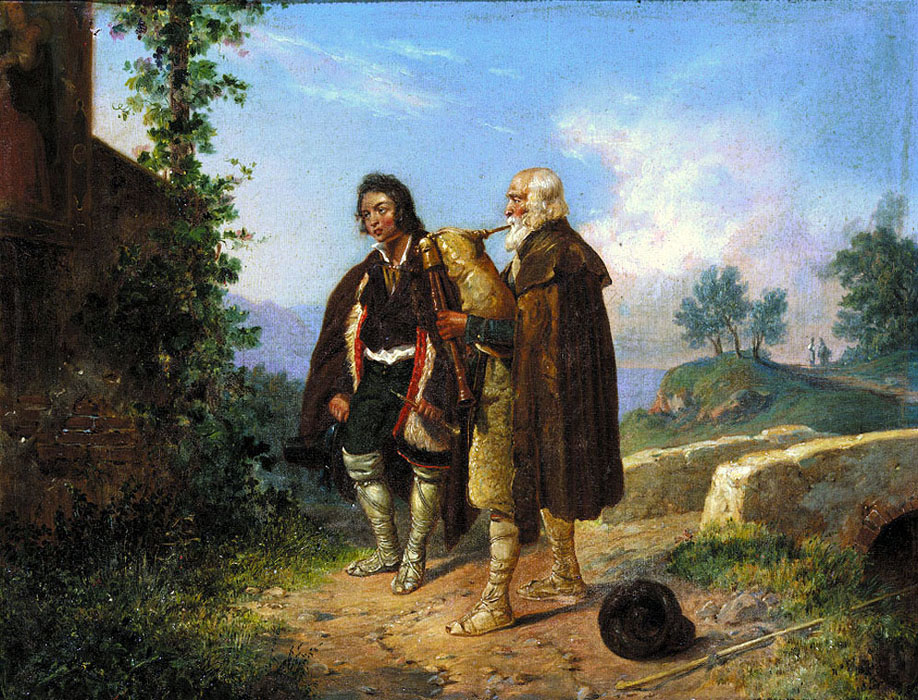
Zwei Bauern

Georg Ludwig Vogel (* 10. Juli 1788 in Zürich; † 20. August 1879 ebenda) war ein Schweizer Maler.

## Leben
Vogel erlernte den Beruf des Zuckerbäckers und betrieb die Malerei anfangs nur in seiner Freizeit. Ab 1808 studierte er an der Wiener Kunstakademie, empfand das Studium jedoch als unbefriedigend.
Er wanderte deshalb 1810 nach Rom und schloss sich dort Bertel Thorvaldsen, Joseph Anton Koch und Peter von Cornelius an. Hier entstand sein erstes grösseres Bild: die Rückkehr der Schweizer aus der Schlacht bei Morgarten. Nachdem er sich noch eine Zeit lang in Florenz aufgehalten hatte, kehrte er in die Heimat zurück und führte dort bis in die Mitte der 1860er Jahre eine Reihe von Darstellungen aus dem Volksleben und der Geschichte der Schweiz aus, denen man eine glückliche Komposition und dramatisches Leben nachrühmte. Eine der bekanntesten ist der von Carl Arnold Gonzenbach gestochene Schweizerbund von 1307.
Vogel war ein Förderer des Schweizer Historienmalers Johann Caspar Bosshardt, der mit seiner Empfehlung in die Kunstakademie Düsseldorf in die Malklasse von Theodor Hildebrandt eintrat.
Vogels Enkelin Luise Stadler gründete in Zürich die «Kunst- und Kunstgewerbeschule für Damen». Ihr Onkel, Vogels Sohn (David) Arnold (1824–1891) war von 1853 bis 1861 Zweiter Staatsschreiber des Kantons Zürich. 1865 kaufte er das Haus zum Rechberg am Hirschengraben in Zürich.